# Autozam Clef
Autozam Clef（日语： ōtozamu kurefu）是1990年代由日本馬自達汽車公司製造、冠上Autozam副品牌的中型四門轎車。因為當時日本泡沫經濟時期景氣大好，馬自達公司採多品牌策略，以同樣的汽車平台一口氣推出六款車（見底下「參見」之詳述，若加上福特的雙生車款福特Telstar和福特Probe則共有八款車），但是後來銷售成績證明這種策略是錯誤的。
車名「Clef」源自英語，意為音樂的譜號。

## 歷史
以運動型房車為出發概念的Clef於1992年5月上市，專門在馬自達旗下Autozam經銷商體系販售。依驅動方式可分為FF與4WD兩種，其中FF配置了2.0L KF-ZE型與2.5L KL-ZE型V型六缸引擎，而4WD則為2.0L直列四缸FS-DE型引擎。全車的重要元件諸如引擎、自動變速箱、懸吊系統、煞車系統等皆與馬自達Cronos共用，但兩者的外觀、內裝則不盡相同。
自上市以來，該款車在日本市場的銷售成績並不理想，1992年5月以來，每個月的掛牌輛數只有二位數，到了1993年竟然出現每月僅賣出個位數的慘況，撐到1994年3月才中止生產。細究其原因，Autozam原本設立的目的就是專攻輕型車K-car與微型車這個區塊，但Clef的車型屬於中型轎車，與其品牌定位相悖。統計每年Clef出售的數量為：

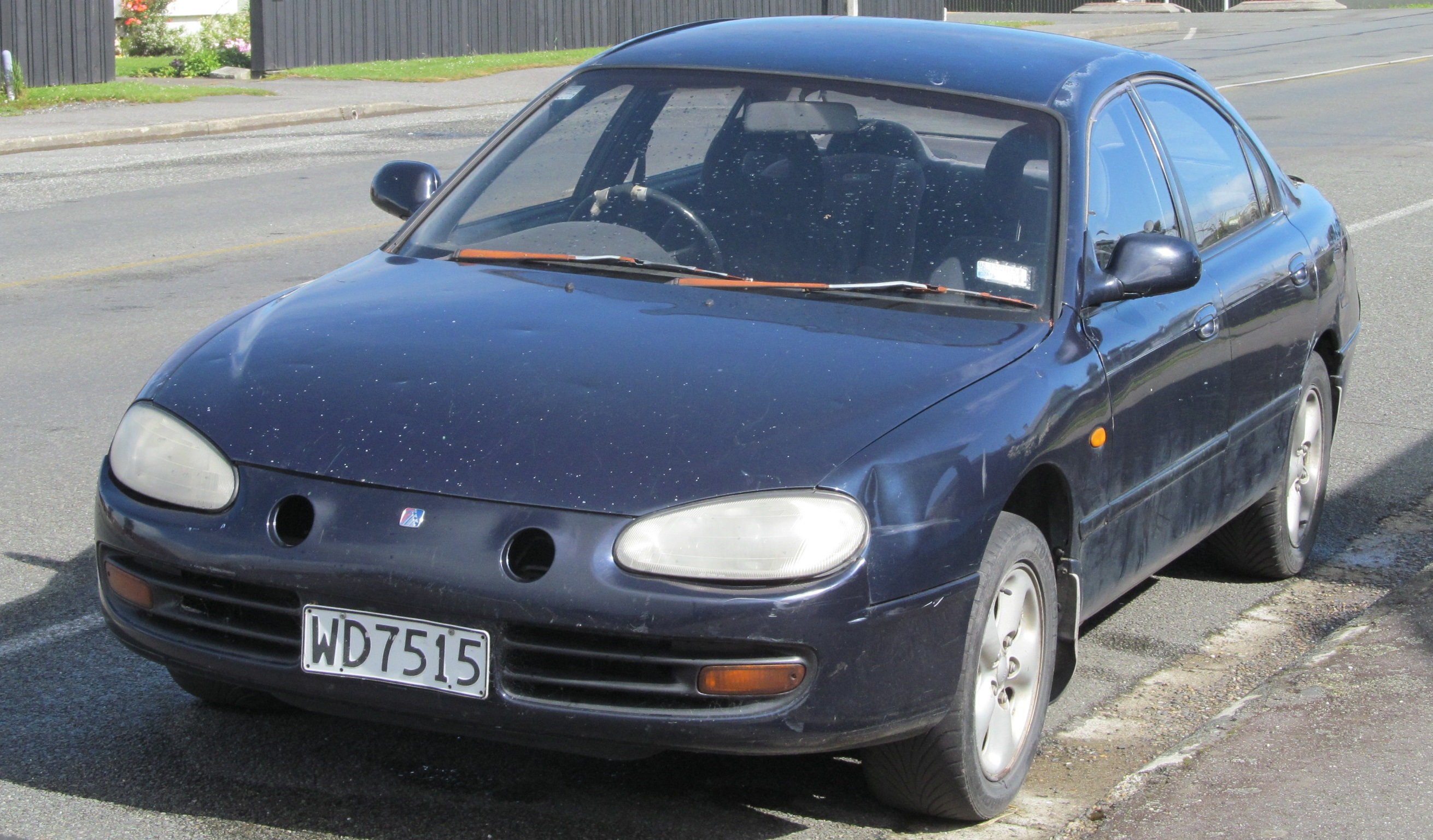
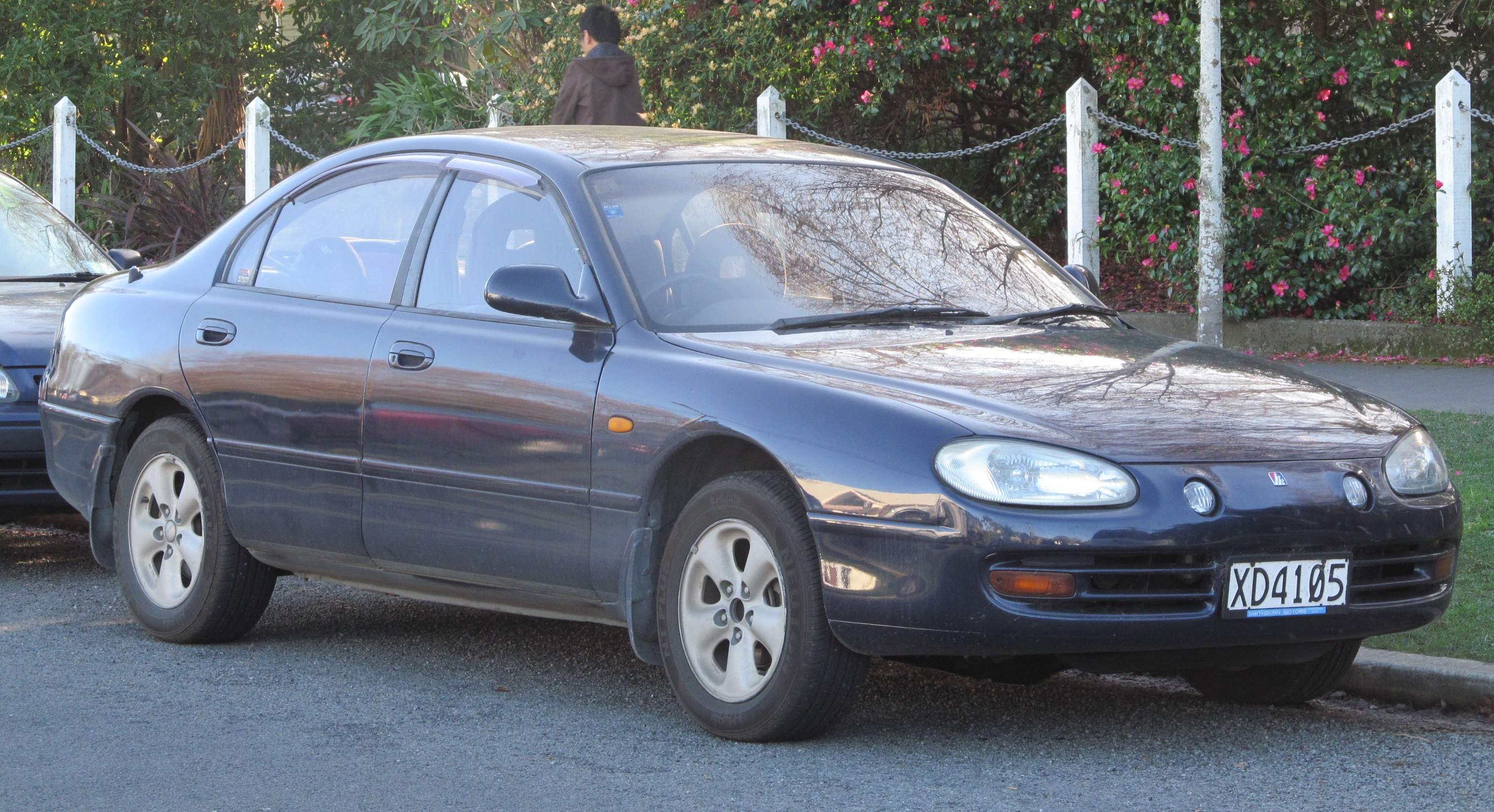

- 1992年：2,129輛。
- 1993年：1,979輛。
- 1994年：1,153輛。

## 外部連結
- （日語）Gazoo.com名車列傳：1992年 マツダ　クレフ